# هيراسايو (سويسرا)
هيراسايو (بالفرنسية: Herisau)‏ هي بلدية وعاصمة كانتون أبينزيل أوسيرهودن في سويسرا. يقدر عدد سكانها بـ 15,527 نسمة.

## أعلام
- تيمو ماير
- روبرت فالسر
- بيت فورستر
- هرمان رورشاخ
- جوهانس باومان
- بيتينا هايم
- باول جيجير